# Entierra mi corazón en Wounded Knee
Entierra mi corazón en Wounded Knee es la adaptación a la pequeña pantalla llevada a cabo por la HBO de la novela homónima de Dee Brown, que a su vez está basada en los acontecimientos que precedieron y originaron la batalla de Wounded Knee.

## Trama
La historia gira en torno a tres personajes:
- Charles Eastman: un joven médico criado entre los blancos, ejemplo de la integración.

- Toro Sentado: el orgulloso líder de una tribu de los lakota que se niega a claudicar ante los blancos.

- Henry Dawes: senador del gobierno de Estados Unidos, es un firme partidario de la vía pacífica de integración de los indios al modo de vida occidental.

La historia comienza tras la sangrienta victoria de los amerindios en la Batalla de Little Bighorn. El senador Dawes insiste en su plan para lograr la completa asimilación de los indígenas, mientras que el general William Tecumseh Sherman es partidario de iniciar las hostilidades. El presidente Ulysses S. Grant se decanta por la opción de Dawes, de manera que, el gobierno estadounidense, para evitar nuevas represalias, decide pactar con los sioux la venta de sus tierras. Toro Sentado, jefe de una tribu de los sioux, se niega a seguir dicha política y desafía a los estadounidenses; derrotado, se ve obligado a refugiarse en Canadá.
Mientras esto sucede, Charles Eastman «Ohiyesa», un joven lakota, es enviado por su padre a vivir entre los blancos con el propósito de que se críe entre ellos. Con el tiempo, Charles se convierte en el primer amerindio en licenciarse en medicina. Tutelado por el senador Henry Dawes, comparte con este su objetivo de lograr la integración de los sioux. 
Charles conoce a Elaine Goodale, una activista en favor de los derechos del pueblo lakota. Ella trabaja en la Gran Reserva Sioux, desde donde informa a Charles de sus miserables condiciones; Charles decide entonces marcharse a la reserva a observar sus condiciones de primera mano. Mientras tanto, Dawes prosigue con su plan y lo expone ante los sioux, quienes rechazan su proposición.
Toro Sentado, quien ha regresado a Estados Unidos, finalmente se resigna a vivir como un ciudadano más de los Estados Unidos, sin embargo, su prestigio entre los nativos, sumado a su negativa a vivir bajo el modo de vida estadounidense, le hacen ganarse el rechazo de las élites políticas. Dawes propone entonces un nuevo plan de venta de tierras a los sioux que, después de que Toro Sentado hable en contra de ellas, lo rechazan. Dawes insiste a Charles en que lo ayude a persuadir a los reticentes indios, sin embargo, conmovido por la miseria y la destrucción de la cultura de los sioux, rehúsa colaborar más con él.
Los amerindios comienzan entonces a ser seducidos por el Wovoka, un chamán que profetiza el final del dominio blanco gracias a la Danza de los espíritus. Temerosos de que los indios se alcen de nuevo bajo Toro Sentado, los estadounidenses envían soldados a confrontar con él; tras una refriega, Toro Sentado fallece y su hijo es asesinado por los soldados. Poco después se desata la masacre de Wounded Knee, que pone fin a las esperanzas de emancipación del pueblo sioux. Finalmente, se consuma el fin del pueblo sioux como entidad con la venta de sus tierras con las Ordenanzas de Dawes.

## Reparto
| Actor                        | Personaje                         |
| ---------------------------- | --------------------------------- |
| Adam Beach                   | Charles Eastman                   |
| Anna Paquin                  | Elaine Goodale                    |
| Chevez Ezaneh                | Ohiyesa / joven Charles           |
| August Schellenberg          | Toro sentado                      |
| Aidan Quinn                  | Henry L. Dawes                    |
| Colm Feore                   | General William Tecumseh Sherman  |
| Fred Dalton Thompson         | Presidente Ulysses S. Grant       |
| Duane Howard                 | Tío                               |
| Nathan Lee Chasing His Horse | Un toro                           |
| Brian Stollery               | Obispo Whipple                    |
| Shaun Johnston               | Cnel. Nelson A. Miles             |
| Gordon Tootoosis             | Nube roja                         |
| Billy Merasty                | Joven preocupado por sus caballos |
| Morris Birdyellowhead        | Caballo americano                 |
| Eddie Spears                 | Persiguiendo grulla               |
| Sean Wei Mah                 | Cabeza de toro                    |
| Eric Schweig                 | Gall                              |
| Jimmy Herman                 | Pájaro amarillo                   |
| Patrick St. Esprit           | Mayor James Walsh                 |
| J.K. Simmons                 | James McLaughlin                  |
| Wes Studi                    | Wovoka / Jack Wilson              |
| Marty Atonini                | Cnel. James W. Forsyth            |
| Lee Tergesen                 | Daniel F. Royer                   |

## Aclaraciones históricas
El papel del personaje de Eastman fue alargado en la película para que pudiera estar presente en más acontecimientos y así poder utilizarlo de forma más útil como hilo conductor de la historia. En la realidad no estuvo presente en Little Big Horn y no conoció a Dawes hasta varios años después de la batalla de Wounded Knee
Elaine Goodale fue introducida en la historia para poder aportar la perspectiva de un personaje blanco que apoyará a los indios y estuviera integrado en su comunidad y que incluso hablase el Lakota; aunque no aparecía en el libro de Dee Brown en la vida real Elaine era poeta desde los 11 años, periodista y activista por la educación de los indios, además de maestra. 

## Producción
Originalmente este proyecto fue una miniserie de dos capítulos que la ABC iba a producir en 1995.
La serie fue rodada en Calgary, Alberta en Canadá.

## Premios
Ganados:
- 2007 - Premio Artios (Premios de la Sociedad Americana de Castings): Mejor casting para Rene Haynes.
- 2007 - Premios Emmy:
  - Mejor imagen para una miniserie o película: David Franco
  - Mejor película para televisión.
  - Mejor maquillaje para una miniserie, película o un especial para Gail Kennedy, Rochelle Pomerleau y Joanne Preece.
  - Mejor edición de un cámara individual para una miniserie o película para televisión para Michael D. Ornstein y Michael Brown.
  - Mejor edición de sonido para una miniserie o película para televisión para Stephen Hunter Flick, Avram D. Gold, Steffan Falesitch, Eric Hertsguaard, Patricio A. Libenson, Denise Horta, Adam Johnston, Paul Berolzheimer, Dean Beville, Jeff Sawyer, Kenneth Young, Mike Flicker, David Lee Fein y Hilda Hodges.
  - Mejor mezcla de sonido para una miniserie o película para televisión para George Tarrant, Rick Ash y Ed Carr.
- 2008 - Critic's choice Awards: Mejor película hecha para la televisión.
- 2008 - C.A.S. Award (Premios de la Sociedad de sonido): Mejor realización en la mezcla de sonido en una película para televisión o miniserie para George Tarrant, Rick Ash y Ed Carr.
- 2008 - Premios CDG (Premios de la asociación de diseñadores de vestuario): Mejor diseño de vestuario en una película para televisión/miniserie para Mario Davignon.
- 2008 - Premios DGA (Premio de la asociación de directores): Mejor realización en la dirección de una película para televisión/miniserie para Yves Simoneau, Chrisann Verges, Cas Donovan y Adam Martin.
- 2008 - Humanitas Prize: Categoría de 90 minutos.
- 2008 - Golden Reel Award (Premios de los editores de sonido): 
  - Mejor edición de sonido en los diálogos para televisión.
  - Mejor edición de sonido en efectos especiales para televisión.
- 2008 - Vision Award:
  - Mejor interpretación dramática para Adam Beach
  - Mejor drama
- 2008 - Productores de televisión del año en formato largo para Tom Thayer, Dick Wolf y Clara George.
- 2008 - Bronze Wrangler (Western Heritage Awards): Mejor película para televisión.
- 2008 - Young Artist Award: Mejor interpretación de un joven actor protagonista en una película para televisión, miniserie o especial para Chevez Ezaneh

Nominaciones:
- 2007 - Premios Emmy:
  - Mejor dirección artística para miniserie o película.
  - Mejor casting para miniserie, película o especiales.
  - Mejor vestuario para miniserie, película o especial.
  - Mejor dirección de miniserie o película para Yves Simoneau.
  - Mejor peluquería para miniserie, película o especial.
  - Mejor composición musical para miniserie, película o especial.
  - Mejores efectos visuales para miniserie, película o especial.
  - Mejor actor secundario en miniserie o película para Aidan Quinn.
  - Mejor actor secundario en miniserie o película para August Schellenberg.
  - Mejor actriz secundaria en miniserie o película para Anna Paquin.
  - Mejor guion para miniseries, película o especial.
- 2007 - Satellite Awards:
  - Mejor actor en una miniserie o película hecha para televisión para Aidan Quinn.
  - Mejor película hecha para televisión.
- 2008 - Premios Eddie (Premios de los editores de cine americano): Mejor película o miniserie editada para televisión sin anuncios.
- 2008 - Premios ASC: Mejor realización cinematográfica en películas de la semana/miniseries/pilotos.
- 2008 - Globos de oro:
  - Mejor miniserie o película hecha para televisión.
  - Mejor actor secundario en una miniserie o película hecha para televisión para Adam Beach.
  - Mejor actriz secundaria en una miniserie o película hecha para televisión para Anna Paquin.
- 2008 - Image Awards:
  - Mejor actor de película para televisión, miniserie o especial para Adam Beach.
  - Mejor película para televisión, miniserie o especial.
- 2008 - Premios del Sindicato de Actores: Mejor actriz en una película para televisión o miniserie para Anna Paquin.
- 2008 - Premios del sindicato de escritores: Mejor adaptación de novela.